# Институт физической химии имени Л. В. Писаржевского
Институт физической химии имени Л. В. Писаржевского — входит в состав НАН Украины. Институт основан 6 ноября в 1927 года на базе кафедры электронной химии Днепропетровского горного института — первым директором стал академик Лев Владимирович Писаржевский (1874—1938). В Институте есть шесть научных отделов и две лаборатории, а также производственно-технологический комплекс государственных предприятий: «Радма», «Катек», «Колоран».

## Библиотека
В научной библиотека Института есть более 135 тысяч экземпляров книг.

## Журнал «Теоретическая и экспериментальная химия»
Журнал «Теоретическая и экспериментальная химия» был основан в 1965 году и выходит каждые два месяца.